# William Lava

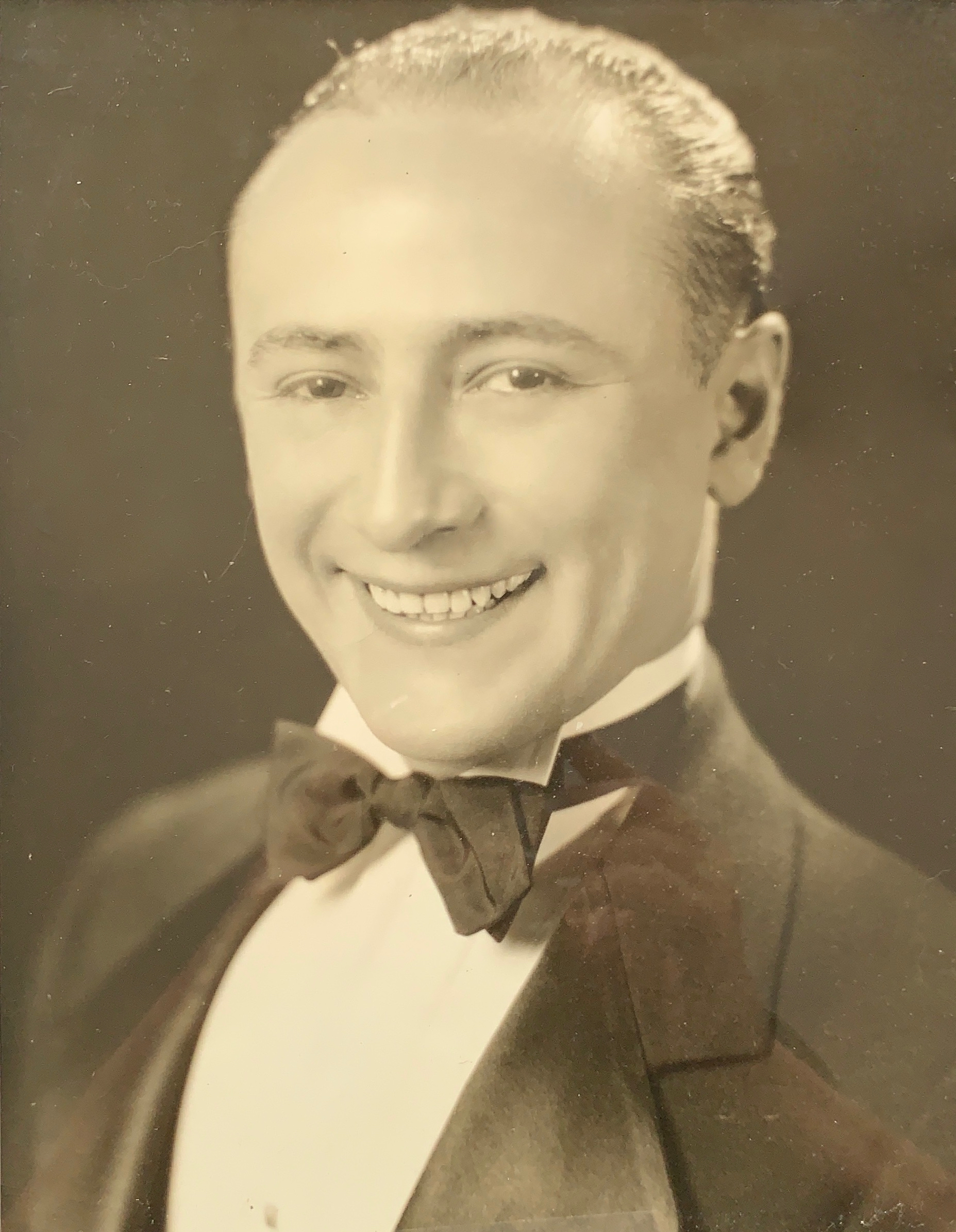
William Lava

William Lava (* 18. März 1911 in Saint Paul, Minnesota; † 20. Februar 1971 in Los Angeles) war US-amerikanischer Filmkomponist und Arrangeur.

## Leben
Lava besuchte die Von Humboldt Grammar School und die Lane Tech High School in Chicago und danach die Northwestern University. Er studierte Dirigieren bei Albert Coates in Los Angeles. Am 31. Dezember 1933 heiratete er Lee Goldman (* 1912) aus Chicago. Mit ihr zog er nach San Fernando Valley, wo er bis zu seinem Tod lebte.
Ab den späten 1930er-Jahren war Lava regelmäßig als Filmkomponist beschäftigt. In den 1940er-Jahren schrieb er die Musik für viele Kurzfilme von Warner Brothers, ab Ende der 1940er-Jahre folgten auch vermehrt Aufträge für Spielfilme. Er komponierte ebenfalls für Fernsehserien, so stammt beispielsweise die Titelmelodie der Serie Cheyenne von ihm. Von 1962 bis 1969 schrieb Lava Musik für die von Warner Brothers produzierten Zeichentrick-Filmserien Looney Tunes und Merrie Melodies, wobei er den verstorbenen Milt Franklyn ersetzte. Sein Schaffen als Filmkomponist umfasst mehr als 500 Produktionen, darunter vor allem Kurzfilme.

## Filmografie (Auswahl)
- 1938: Storm Over Bengal (zusammen mit Cy Feuer)
- 1939: The Lone Ranger rides again (Serial)
- 1939: Zorros Rache (Zorro's Fighting Legion, Serial)
- 1941: The Tanks Are Coming (Kurzfilm)
- 1942: Beyond the Line of Duty (Kurzfilm)
- 1942: A Ship Is Born (Dokumentar-Kurzfilm)
- 1943: Women at War (Kurzfilm)
- 1944: I Won’t Play! (Kurzfilm)
- 1944: With the Marines at Tarawa (Kurzfilm)
- 1945: To the Shores of Iwo Jima (Kurzfilm)
- 1945: Draculas Haus (House of Dracula)
- 1945: Story of a Dog (Kurzfilm)
- 1945: Hitler Lives (Kurzfilm)
- 1945: Star in the Night (Kurzfilm)
- 1946: A Boy and His Dog (Kurzfilm)
- 1946: Smart as a Fox (Kurzfilm)
- 1947: Give Us the Earth! (Kurzfilm)
- 1947: So You Want to Be in Pictures (Kurzfilm)
- 1948: Erbe des Henkers (Moonrise)
- 1948: Calgary Stampede
- 1949: Blondes Gift (Flaxy Martin)
- 1949: Ein Fall für Detektiv Landers (Homicide)
- 1949: Sie ritten mit Jesse James (The Younger Brothers)
- 1949: Eines Morgens in der Hopkins-Street (The House Across the Street)
- 1950: Das Geheimnis der schwarzen Bande (Colt.45)
- 1950: The Grass Is Always Greener (Kurzfilm)
- 1950: So You Think You’re Not Guilty (Kurzfilm)
- 1950: Grandad of Races (Kurzfilm)
- 1950: 6.6. 6 Uhr 30 – Durchbruch in der Normandie (Breakthrough)
- 1950: Der Panther (Highway 301)
- 1950: Juwelenraub um Mitternacht (The Great Jewel Robber)
- 1950: Der Geier von Arizona (Barricade)
- 1950: My Country ’Tis of Thee (Kurzfilm)
- 1951: The Seeing Eye (Dokumentar-Kurzfilm)
- 1951: Ich war FBI Mann M.C. (I Was a Communist for the FBI)
- 1951: Meuterei im Morgengrauen (Inside the Walls of Folsom Prison)
- 1952: Feuerschutz für Stoßtrupp Berta (Retreat, Hell!)
- 1953: Glen or Glenda
- 1953: Winter Paradise (Kurzdokumentarfilm)
- 1954: Beauty and the Bull (Kurzfilm)
- 1954: Saskatschewan (Saskatchewan)
- 1955: 24 Hour Alert (Kurzfilm)
- 1955: Der kleine Rebell (The Littlest Outlaw)
- 1955–1963: Cheyenne (Fernsehserie)
- 1956: Cow Dog (Kurzfilm)
- 1956: Ritt in den Tod (Walk the Proud Land)
- 1957: Das todbringende Ungeheuer (The Deadly Mantis)
- 1957: The Wetback Hound (Kurzfilm)
- 1960: The Horse with the Flying Tail
- 1961: Teufelskerle in Fernost (Marines, Let’s Go)
- 1962: Now Hear This (Kurzfilm)
- 1963: Patrouillenboot PT 109 (PT 109)
- 1964: Der rosarote Schmierfink (The Pink Phink)
- 1965: Sink Pink (Kurzfilm)
- 1966: The Pink Blueprint (Kurzfilm)
- 1969: Die Letzten vom Red River (The Good Guys and the Bad Guys)
- 1971: Draculas Bluthochzeit mit Frankenstein (Dracula vs. Frankenstein)
- 1981: Der total verrückte Bugs Bunny Film (The Looney, Looney, Looney Bugs Bunny Movie)
- 1982: Bugs Bunny – Märchen aus 1001 Nacht (Bugs Bunny’s 3rd Movie: 1001 Rabbit Tales)
- 1983: Daffy Ducks fantastische Insel (Daffy Duck’s Movie: Fantastic Island)
- 1988: Daffy Duck’s Quackbusters